# Calceolaria crenatiflora
Calceolaria crenatiflora (zapatito)  es una planta perenne endémica de Argentina y de Chile, en donde crece entre Cautín y Chiloé (IX y X región).  Habita en ambientes sombríos y húmedos.

## Descripción
Se trata de una planta herbácea que puede alcanzar hasta 50 cm de altura. Las hojas se disponen en rosetas en la base de la planta, son pubescentes, de forma ovada, atenuadas en la base y obtusas en el ápice, con los márgenes dentados. La lámina foliar tiene 6-10 x 1,5-5 cm. Las flores son hermafroditas, amarillas con manchas rojas y de hasta 3 cm. El cáliz está formado por cuatro sépalos y la corola está formada por pétalos muy modificados formando dos labios, el superior mucho más pequeño que el inferior. El fruto es una cápsula que contiene muchas semillas pequeñas.

## Taxonomía
Calceolaria crenatiflora fue descrita por Antonio José de Cavanilles y publicado en Icon. 5: 28 1799.
Etimología
Calceolaria: nombre genérico que deriva del latín y significa "zapatero".
crenatiflora: epíteto latino que significa "con flor dentada".
Sinonimia
- Calceolaria anomala Pers.
- Calceolaria cunninghamii Vatke
- Calceolaria hollermayeri Kraenzl.
- Calceolaria knypersliensis Steud.
- Calceolaria mirabilis Knowles & Westc.
- Calceolaria pendula Sweet
- Fagelia crenatiflora (Lam.) Kuntze[7]